# Hoteles Tokatlıyan
Los  Hoteles Tokatlıyan fueron fundados por Meguerditch Tokatliyan. Fueron dos de los hoteles más famosos localizados en Estambul. Eran considerados hoteles de lujo donde muchos famosos de la época como León Trotski y Mustafa Kemal Atatürk se hospedaron. Se considera que se encuentran entre los primeros hoteles de estilo europeo construidos en Turquía.

## Historia
Los Hoteles Tokatlıyan fueron fundados por Meguerditch Tokatliyan, un ciudadano otomano de origen armenio, quien se trasladó de la ciudad de Tokat a Estambul en 1883 y adoptó el apellido Tokatlıyan cuyo significado es "de Tokat" . Meguerditch Tokatliyan finalmente se estableció en Niza, Francia, donde transcurrió el resto de su vida.

## Sucursal Beyoğlu

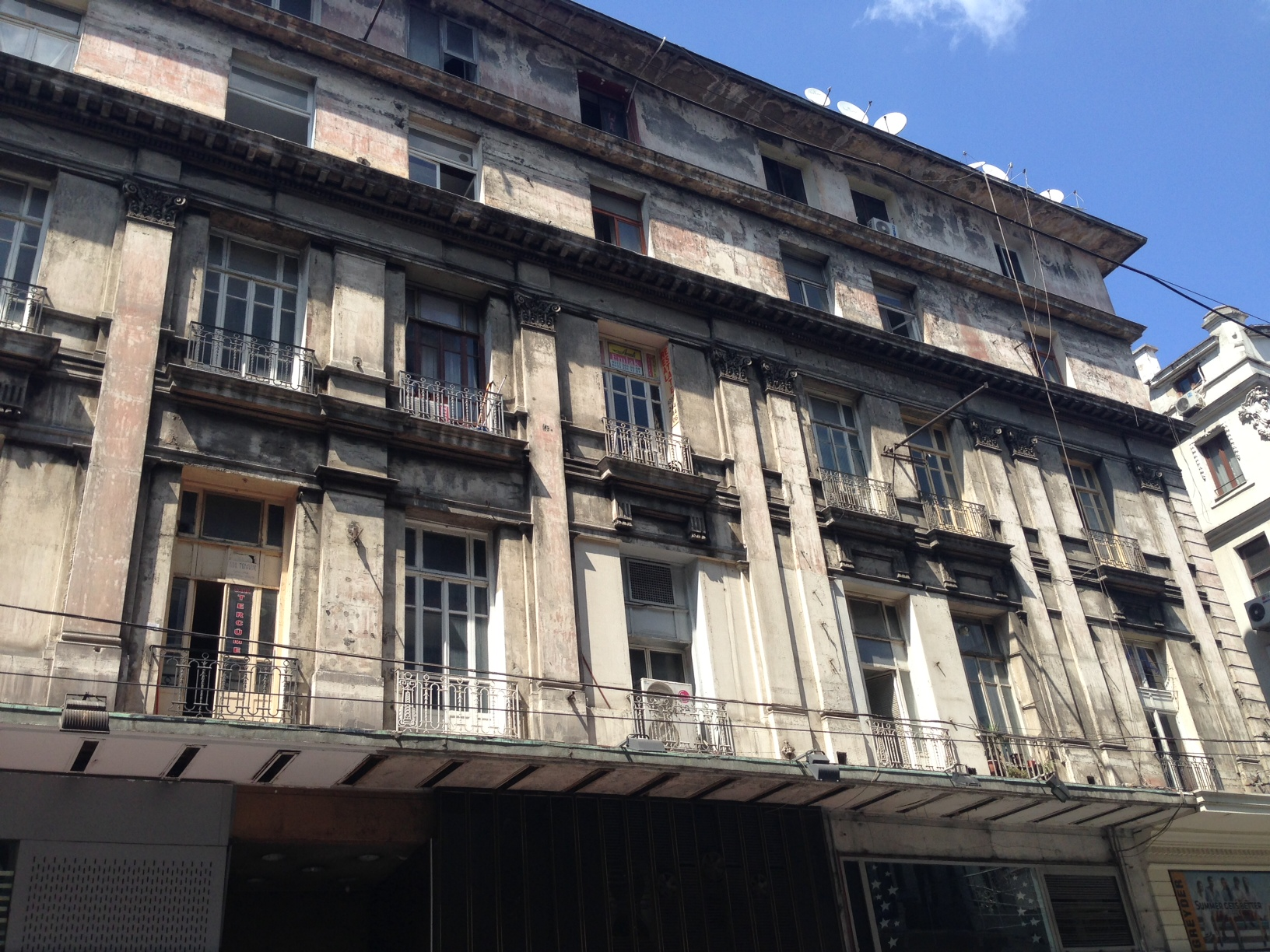
El edificio del Hotel Tokatlıyan de Beyoğlu en 2013

Meguerditch fundó el primer Hotel Tokatlıyan en 1897 en la Rue de Pera (actualmente Istiklal Caddesi), Distrito de Beyoğlu. El hotel llevó en su apertura el nombre de Hotel Splendide pero luego cambió a Hotel Tokatlıyan. Originalmente tenía 160 habitaciones y su mobiliario fue traído desde Europa. El hotel tenía salones y habitaciones de techos altos y también tenía su propio escudo de armas hecho en plata colocado en todo el hotel. El Hotel fue uno  de los salones populares de la alta sociedad de Estambul durante mucho tiempo. Muchas personas famosas como León Trotski, Joséphine Baker, y Mustafa Kemal Atatürk visitaron el hotel. Atatürk Lo consideró su hotel favorito.
Durante la Primera Guerra Mundial y el Genocidio Armenio, el hotel fue vandalizado y sus ventanas fueron destruidas. Finalmente el hotel fue transferido al hombre de negocios serbio Nikola Medović en 1919. Uno de los acontecimientos más notables en este periodo ocurrió el 4 de noviembre de 1922, cuándo Ali Kemal, editor de diarios de corte liberal, poeta y exministro del Interior estuvo secuestrado en la barbería del Hotel Tokatliyan antes de ser llevado a Ankara para ser juzgado por traición.
Posteriormente el hotel se convirtió en propiedad del hombre de negocios turco İbrahim Gültan, quién cambió el nombre del hotel a Konak. Durante los años 50, debido a la falta de mantenimiento, el hotel se fue deteriorando, con posterioridad, la Iglesia Armenia de la Santa Trinidad compró la propiedad.
Hoy, el edificio permanece en su ubicación original cercano al Çiçek Pasajı. Sus pisos bajos son utilizados como hotel, mientras otras habitaciones son ahora tiendas y bancos. Muchos de los pisos superiores, que reemplazaron el domo de la estructura, esta ahora fuera de los límites de la estructura original.

## Sucursal Tarabya
Después del éxito del primer Hotel Tokatlıyan, Meguerditch Tokatliyan abrió otro hotel en Tarabya en 1909. El hotel contaba con 120 habitaciones y estaba situado a orillas del Bósforo. El hotel obtuvo gran popularidad inmediatamente. Aun así, el 19 de abril de 1954, el hotel fue fuertemente dañado por un incendio. En 1964 el hotel fue reconstruido y su nombre cambió por Büyük Tarabya (Magnífico Tarabya). El hotel ha sido utilizado como set de filmación para numerosas películas turcas y programas de televisión como Cici Gelin, Acele Koca Aranıyor, Arım Balım Peteğim, entre otros.

## Legado
El Hotel Tokatlıyan se encuentra mencionado en muchas obras literarias como El Libro Negro de Orhan Pamuk y   Parker Pyne Investiga y Asesinato en el Orient Express deAgatha Christie.